# Кривача (Лебане)
Кривача (серб. Кривача) — населённый пункт в общине Лебане Ябланичского округа Сербии.
В октябре 1944 года в селе была сформирована 28-я сербская бригада Народно-освободительной армии Югославии.

## Население
Согласно переписи населения 2002 года, в селе проживало 414 человек (401 серб, 1 болгарин и 12 лиц неизвестной национальности).
| Численность населения | Численность населения | Численность населения | Численность населения | Численность населения | Численность населения | Численность населения | Численность населения |
| 1948                  | 1953                  | 1961                  | 1971                  | 1981                  | 1991                  | 2002                  | 2011                  |
| --------------------- | --------------------- | --------------------- | --------------------- | --------------------- | --------------------- | --------------------- | --------------------- |
| 668                   | 670                   | 711                   | 493                   | 537                   | 502                   | 414                   | 671                   |

## Религия
Согласно церковно-административному делению Сербской православной церкви, село относится к Прекопчелицкому приходу Ябланичского архиерейского наместничества Нишской епархии.